# Hermance (Fluss)
Die Hermance ist ein 13 Kilometer langer Zufluss des Genfersees, der im französischen Département Haute-Savoie in der Region Auvergne-Rhône-Alpes entspringt und in seinem Unterlauf die Grenze zum Schweizer Kanton Genf bildet.

## Verlauf
Die Hermance hat ihre Quelle im östlichen Teil des Weiler Tholomaz, in der französischen Gemeinde Loisin. Sie fließt zuerst in westliche Richtung durch Tholomaz und erreicht danach die Gemeinde Veigy-Foncenex. Bei Veigy nimmt sie den linken Zufluss Tuernant auf. Die Hermance verläuft nun in nordwestlicher Richtung und bildet nach Veigy die letzten sechs Kilometer die Grenze zwischen den beiden Staaten. Sie begrenzt gleichzeitig die Gemeinden Veigy-Foncenex (F) und Anières (CH) auf ihrem nordöstlichen Kurs, um dann wenig später die Grenze zwischen Chens-sur-Léman (F) und Hermance (CH) zu bilden. Hier fließt sie, nach der Mündung des kurzen Baches Marnot, wieder in nördliche Richtung und nimmt nahe dem Ortskern von Hermance den auf französischer Seite mündenden Bach Chamburaz auf, um nur wenig später selber in den Petit Lac (dt.: Kleiner See) genannten Teil des Genfersees zu fließen.

## Natur und Umwelt
Seit 2008 findet ein grenzüberschreitendes Projekt statt, um die Hermance zu renaturieren, um die Auswirkungen von Hochwasser zu begrenzen, die Erosion an den Ufern zu reduzieren und ein natürliches Delta zu schaffen. Das Projekt sollte im Juni 2015 abgeschlossen sein.

## Geschichte
1815 wurde auf dem Wiener Kongress festgelegt, dass die Hermance einen Teil der Grenze zwischen dem Kanton Genf und dem Herzogtum Savoyen bilden soll. Ab 1860 wurde sie dann die Grenze zu Frankreich. Im Zweiten Weltkrieg, zwischen 1940 und 1944, war sie eine wichtige geheime Passage zwischen Genf und Frankreich.